# Scania serii T
Scania serii T - ciężki samochód ciężarowy produkowany przez szwedzkiego producenta aut ciężarowych Scania od 2000 roku do 2005.

## Warianty
- niska, dzienna CR16
- niska, sypialna CR19L
- niska, sypialna CR19N (Normal)
- wysoka, sypialna CR19H (Highline)
- wysoka, sypialna CR19T (Topline)
- wysoka, sypialna CR19T (Longline)

## Silniki
Scania serii T była wyposażona w wysokoprężne jednostki napędowe Euro 4 o pojemnościach 9-, 12- i 16 litrów oraz mocach od 230 do 580 KM.